# Krahner Busch
Krahner Busch este o arie protejată (arie specială de conservare — SAC, sit de importanță comunitară — SCI) din Germania întinsă pe o suprafață de 166,73 ha, integral pe uscat.

## Localizare
Centrul sitului Krahner Busch este situat la coordonatele 52°18′35″N 12°31′57″E / 52.3097°N 12.5325°E.

## Înființare
Situl Krahner Busch a fost declarat sit de importanță comunitară în februarie 1999 pentru a proteja 1 specie de animale. Situl a fost protejat și ca arie specială de conservare în iunie 2016.

## Biodiversitate
Situată în ecoregiunea continentală, aria protejată conține 2 habitate naturale: Păduri de stejar sau de stejar și carpen sub-atlantice și medio-europene de Carpinion betuli, Păduri aluvionare cu Alnus glutinosa și Fraxinus excelsior (Alno-Padion, Alnion incanae, Salicion albae).
La baza desemnării sitului se află o specie protejată de  păsări: pescăruș albastru (Alcedo atthis).
Pe lângă speciile protejate, pe teritoriul sitului au mai fost identificate 10 specii de plante.